# Melissa Good
Melissa „Missy“ Good (geboren am 11. September 1962) ist eine US-amerikanische Schriftstellerin.
Nachdem sie als Autorin von Fanfiction zur Fernsehserie Xena in der entsprechenden Szene bereits recht bekannt war, begann sie mit den Dar and Kerry Stories, um die Wartezeit zur vierten Staffel zu überbrücken. Die Serie kann dem uberXena-Fiction-Genre zugeordnet werden. Ihre Heldinnen Dar Roberts und Kerry Stuart leben als IT-Managerinnen im heutigen Florida, in Traumsequenzen erinnern sie sich an ein vorheriges Leben als Xena und Gabrielle.
Good veröffentlicht ihre Werke zunächst in kleinen Abschnitten auf einer Mailingliste, bevor sie auf ihrer Homepage kapitelweise zu lesen sind. Sieben dieser zunächst online veröffentlichten Romane sind als Bücher erhältlich (Tropical High und Storm Surge wurden in jeweils zwei Bänden veröffentlicht). Die beiden ersten Romane sind – auf mehrere Bände verteilt – unter dem Titel Sturm im Paradies auch in deutscher Übersetzung erhältlich. Zudem wurden Kurzgeschichten der Reihe in deutscher Sprache veröffentlicht.
Im Jahr 2000 wurde Missy Good vom Produzenten und Autor der Fernsehserie Xena, Steven L. Sears, eingeladen, drei Drehbücher zu schreiben. Zwei dieser Drehbücher wurden produziert.
Melissa Good installiert im Hauptberuf Computer-Netzwerke und Internetzugänge auf Kreuzfahrtschiffen.

## Werke
| Originaltitel (online)                         | Titel der Verlagsausgabe                                                        | Titel der Übersetzung ins Deutsche |
| ---------------------------------------------- | ------------------------------------------------------------------------------- | --- |
| Tropical Storm                                 | Tropical Storm (ISBN 978-1932300604)                                            | - Sturm im Paradies 1 (ISBN 3-932499-36-0) - Sturm im Paradies 2 (ISBN 3-932499-37-9) - Sturm im Paradies 3 (ISBN 3-932499-38-7)           |
| Short Stories                                  |                                                                                 | Sturm im Paradies (Teil 3.5) „Die Lücke“ (ISBN 978-3-941598-14-0)                                                                          |
| Hurricane Watch                                | Hurricane Watch (ISBN 978-1935053002)                                           | - Sturm im Paradies 4 (ISBN 3-932499-62-X) - Sturm im Paradies 5 (ISBN 3-932499-72-7) - Sturm im Paradies, Teil 6 (ISBN 978-3-932499-96-8) |
| Eye of the Storm                               | Eye of the Storm (ISBN 978-1932300130)                                          | |
| Tropical High                                  | Red Sky At Morning (ISBN 978-1932300802)                                        | |
| Tropical High                                  | Thicker Than Water (ISBN 978-1932300246)                                        | |
| Terrors of the High Seas                       | Terrors of the High Seas (ISBN 978-1932300451)                                  | |
| Moving Targets                                 | Tropical Convergence (ISBN 978-1935053187)                                      | |
| Storm Surge                                    | Storm Surge (ISBN 978-1935053286), Storm Surge - Book Two (ISBN 978-1935053392) | |
| Winds of Change (in Arbeit, Stand August 2012) |                                                                                 | |